# Московський Новий драматичний театр
Московський Новий драматичний театр (МНДТ) — драматичний театр в Ярославському районі Північно-Східного адміністративного округа Москви.

## Історія
Московський Новий драматичний театр позиціонує себе як гілка знаменитого «мхатівського дерева» театрів. Трупа була створена на базі одного з акторських курсів
Школи-студії МХАТ ім. В. І. Немировича-Данченка в липні 1975 року. Для глядачів театр відкрився в споруді колишнього БК «Метрострой» на вулиці Проходчиків 22 січня 1976 року виставою за п'єсою Костянтина Симонова «Із записок Лопатіна».
Його первинний репертуар склали дипломні вистави артистів-початківців за п'єсами О. Вампілова, О. Володіна, У. Сарояна і мюзикл «Моя прекрасна леді».
Першим головним режисером театру став керівник курсу, режисер і педагог Віктор Монюков. Після нього впродовж 20-ти років театром керували Віталій Ланськой і Борис Львов-Анохін.
З 2001 року Новий театр очолює відомий режисер, заслужений діяч мистецтв Росії Вячеслав Долгачов. До переходу в Новий театр Вячеслав Долгачов 10 років працював режисером МХАТу ім. А. П. Чехова, де його постановки «Після репетиції» І. Бергмана, «Тойбеле і її демон» І. ЗІнгера, «Бобок» за Ф. М. Достоевським, «Можлива зустріч» П. Барца та інші складали на той час основний репертуар МХАТу. З приходом Вячеслава Долгачова Новий театр почав активно розробляти свою творчу стратегію, засновану на мхатівських принципах і системі К. С. Станіславського. За декілька років був повністю оновлений репертуар, з опорою на молодих акторів перебудована трупа, і, завдяки оригінальності репертуару й високій художній якості кожної вистави, театр належить до категорії найкращих театрів. З відкриттям в 2008 році сцени «Майстерня» актори і режисери отримали можливість експериментувати на матеріалі авангардної драматургії.
Нині репертуар театру нараховує понад 20 назв, в тому числі вистави для дітей. Це п'єси О.Островського, К. Гольдоні, Т. Вільямса, Ф.Шиллера, І. Бергмана и С.Шепарда, Ю. Місіми, М. Метерлінка, проза А. П. Чехова, Ф. М. Достоевського, М. Ю. Лермонтова і сучасних російських авторів.
Новий театр показував свої вистави у Франції, США, Швейцарії, Туреччині. Трупа є постійним учасником міжнародних театральних фестивалів і рідко повертається без призів і нагород. Вистава «Настасья Пилипівна» стала призером декількох фестивалів, в тому числі володарем перших премій за найкраще акторське виконання на Міжнародному фестивалі вистав за творами Ф. М. Достоєвського.

## Репертуар[недоступне посиланняз липня 2019]

### Основна сцена
- 2002 — «12 розгніваних чоловіків» Реджинальда Роуза. Постановка В. Долгачова. Художник М. Дем'янова.
- 2003 — «Один із останніх вечорів карнавалу» Карло Гольдони. Постановка В. Долгачова. Художник К. Полещук
- 2004 — «Жартівники» Олександра Миколайовича Островського Постановка В. Долгачова. Художник М. Дем'янова.
- 2005 — «Справжній Захід» Сема Шепарда. Постановка Н.Іскандрової. Художник В. Огай.
- 2005 — «Співав соловейко, бузок цвів…» Олександра Селіна. Постановка Н. Іскандровой. Художник В. Огай.
- 2006 — «Диваки, або Жених із Зеленого мису» Вольтера. Постановка В. Долгачова. Художник М. Дем'янова.
- 2007 — «Зверь» Михаила Гиндина и Владимира Синакевича. Постановка В. Долгачёва. Художник М. Дем'янова.
- 2007 — «Дочки-матері» Олександра Володіна. Постановка В. Долгачова. Художник М. Дем'янова.
- 2007 — «Розбійники» Фрідріха Шиллера. Постановка В. Долгачова. Художник М. Демьянова.
- 2008 — «Настасья Пилипівна» за романом Федора Михайловича Достоевського «Ідіот». Постановка В. Долгачова. Художник М. Дем'янова.
- 2008 — «Прекрасна неділя для пікніку» Теннессі ВІльямса. Постановка В. Долгачова. Художник М. Демьянова.
- 2009 — «TOP DOGS, або Нові ігри для дорослих» Урса Відмера. Постановка В. Долгачова. Художник М. Дем'янова.
- 2009 — «Тойбеле і її демон» Ісаака Башевіса-Зінгера. Постановка В. Долгачова. Художник М. Дем'янова.
- 2010 — «Діло» Олександра Васильовича Сухово-Кобиліна. Постановка В. Долгачова. Художник В. Ковальчук.
- 2011 — «Усмішки літньої ночі» Інгмара Бергмана. Постановка В. Долгачова. Художник М. Дем'янова.
- 2012 — «Єдиний спадкоємець» Жана Франсуа Реньяра. Постановка В. Богатырьова. Художник А.Алімова.
- 2012 — «Від першої особи» за романом Михайла Юрійовича Лермонтова «Герой нашего часу». Постановка В. Долгачёоа. Художник В. Ковальчук.
- 2013 — «З вечора до полудня» Віктора Розова. Постановка В. Долгачова. Художник М. Дем'янова.
- 2013 — «Сейлемські відьми» Артура Міллера. Постановка В. Долгачова. Художник М. Дем'янова.
- 2014 — «Провінційні анекдоти» Олександра Вампілова. Постановка В. Долгачова. Художник М. Дем'янова.
- 2014 — «В очікуванні Годо» Семюела Беккета. Постановка В. Долгачова. Художник М. Дем'янова.

### Сцена «Майстерня»
- 2008 — «12 новел про кохання» Антона Павловича Чехова. Постановка В. Долгачова. Художник М. Дем'янова
- 2010 — «Століття Місяця» Сема Шепарда. Постановка В. Долгачова. Художник М. Дем'янова.
- 2010 — «Урожай» Павла Пряжка. Постановка Н. Іскандровой.
- 2011 — «Багаті наречені» Олександра Миколайовича Островського. Постановка В. Долгачова. Художник М. Дем'янова.
- 2011 — «Додзьодзі — храм» Юкіо Місіми. Постановка В. Долгачова. Художник М. Дем'янова.
- 2011 — «Чудо святого Антонія» Моріса Метерлінка. Постановка і сценографія В. Долгачова.
- 2012 — «Читання для тих, хто зневірився» Майі Кучерської. Постановка В. Долгачова. Художник М. Дем'янова. Режисер з мовлення Л. Панкратова.
- 2013 — «Дон Жуан» Жана-Батиста Мольєра. Постановка Д. Хусніярова. Художник М. Слободяник.
- 2014 — «Брат Олексій» Віктора Розова. Постановка Т. Розовой. Художник К. Кузнецова.

### Вистави для дітей
- 2001 — «Клаптики по закутках» Григорія Остера. Постановка О. Серова. Сценографія Є. Ніконорова.
- 2003 — «Стійкий олов'яний солдатик» Андерсена Ганса-Крістіана. Постановка В. Богатирьова. Художник А.Тюпікін.
- 2004 — «Синдбад-мореплавець» Валерія Шульжика і Юрія Фрідмана за мотивами східних казок. Постановка В. Долгачова. Художник М. Дем'янова
- 2007 — «Доженемо сонце» Івана Шмельова. Постановка Н. Іскандровой. Художник М. Утробина.
- 2011 — «Білий пудель» Купріна Олександра Івановича. Постановка В. Долгачова. Художник М. Дем'янова.
- 2014 — «Всі миші люблять сир». Постановка В. Долгачова. Художник М. Дем'янова. Музыка Л. Казаковой.

## Контакти
- адреса: Москва, 129347, вулиця Проходчиків, будинок 2.